# 活出精彩
《活出精彩》（英語：Live It Up）是波多黎各歌手尼基·杰姆演唱，美國演員威爾·史密斯和科索沃歌手艾拉·斯特菲客串的一首歌曲，收錄於專輯《2018年國際足協世界盃的官方專輯》中。該曲為2018年國際足協世界盃的官方歌曲。歌曲由迪波洛、The Picard Brothers和Free School製作，於2018年5月25日發行。

## 背景
2018年5月21日，威爾·史密斯宣布將製作2018年國際足協世界盃官方主題曲。